# Frederick, Maryland
Frederick är en stad i Frederick County i delstaten Maryland, USA som hade 59 220 invånare år 2007. Frederick är administrativ huvudort (county seat) i Frederick County. 